# Voyage ~Sans Retour~
Voyage Sans Retour – album rockowy nagrany przez Malice Mizer, wydany 9 czerwca 1996 przez Midi:Nette

## Lista utworów
1. „闇の彼方へ～” – 0:26
2. „Transylvania” – 4:01
3. „追憶の破片” – 6:21
4. „Premiere Amour” – 4:55
5. „偽りの” – 5:13
6. „N.p.s N.g.s.” – 4:07
7. „Claire” – 5:47
8. „Madrigal” – 4:03
9. „死の舞踏” – 5:25
10. „～前兆～” – 4:19

## Twórcy
- Gackt – wokal, teksty utworów
- Mana – gitara, syntezator, muzyka
- Közi – gitara, syntezator, muzyka w utworach nr 5, 7, i 8, tekst w utworze nr 7.
- Yu~ki – gitara basowa
- Kami – perkusja
- Takeshi Kanazawa – skrzypce (w utworach nr 2, 4 i 8)